# H.263
H.263은 화상 회의와 화상 전화를 응용하기 위한 영상 압축 코딩 표준 문서이다. ITU-T 영상 부호화 전문가 그룹(VCEG)가 영상 부호화 표준인 H.26x 대의 한 구성원으로서 개발하였다. H.263은 초당 20K~24K 비트처럼 낮은 대역폭에서의 스트리밍 미디어를 위해 H.261 코덱 기반으로 개발되었다. H.261에 비해 절반의 대역폭으로 똑같은 화질을 얻을 수 있기 때문에 H.261을 대신해 범용으로 사용되며 비디오 스트리밍 전송을 위한 실시간 전송 프로토콜(RTP)에 사용되고 있다.
유튜브 등의 동영상 공유 사이트에서 플래시 비디오를 널리 사용하게 되면서 소렌슨 스파크 코덱의 사용이 많아졌는데, 소렌슨 스파크는 H.263의 구현 중 한 가지이다.

## 버전
H.263 원본의 비준이 1996년 3월에 이루어진 이후에 선택적 부록(확장판)을 추가하여 기존 코덱을 향상시킨 두가지 후속 추가판이 개발되었다.
H.263 원본 규격은 다음과 같이 규정되어 있다.
- Annex A
- Annex B
- Annex C
- Annex D
- Annex E
- Annex F
- Annex G
- Annex H

### H.263v2 (H.263+) 규격
- Annex I
- Annex J
- Annex K
- Annex L
- Annex M
- Annex N
- Annex O
- Annex P
- Annex Q
- Annex R
- Annex S
- Annex T
- Annex X

### H.263v3 (H.263++) 및 Annex X
- Annex U
- Annex V
- Annex W
- Annex X (2001년 규격과 동일)

## 이용
소프트웨어 특허가 없는 국가에서 H.263 영상은 자유 LGPL로 허가된 libavcodec 라이브러리(FFmpeg 프로젝트의 일부이며, ffdshow, VLC media player, MPlayer 같은 프로그램에서 사용된다.)를 통해 합법적으로 인코딩 또는 디코딩 될 수 있다.

## 같이 보기
- H.262/MPEG-2 파트 2
- MPEG-4 파트 2